# Hysterochelifer cyprius
Espèce
Synonymes
- Chelifer cyprius Beier, 1929

Hysterochelifer cyprius est une espèce de pseudoscorpions de la famille des Cheliferidae.

## Distribution
Cette espèce se rencontre à Chypre, en Grèce, en Turquie, au Liban et en Israël.

## Étymologie
Son nom d'espèce lui a été donné en référence au lieu de sa découverte, Chypre.

## Publication originale
- Beier, 1929 : Die Pseudoskorpione des Wiener Naturhistorischen Museums. II. Panctenodactyli. Annalen des Naturhistorischen Museums in Wien, vol. 43, p. 341-367.